# Joly Braga Santos
Œuvres principales
- six symphonies
- trois esquisses symphoniques
- concertos
- deux divertimento

José Manuel Joly Braga Santos, ComSE (né le 14 mai 1924 à Lisbonne – mort le 18 juillet 1988 dans la même ville) est un compositeur et chef d'orchestre portugais. Il a écrit six symphonies.

## Biographie
José Manuel Joly Braga Santos est né à Lisbonne en 1924 et mort en cette ville en 1988, au sommet de sa créativité musicale. Après avoir étudié le violon et la composition au Conservatoire National de Lisbonne, il est devenu un disciple de Luís de Freitas Branco (1890–1955), le principal compositeur portugais de la génération précédente.
Après la Seconde Guerre mondiale, il a pu aller à l'étranger, après avoir étudié la direction d'orchestre avec Hermann Scherchen et Antonino Votto et la composition avec Virgilio Mortari. Mis à part un sens inné de l'orchestration, son langage musical est basé sur une architecture musicale forte, mais aussi dramatique, avec des phrases longues mélodiques et un instinct naturel pour le développement structurel. Selon ses propres mots, il voulait « contribuer à un symphonisme Latin et réagir contre la tendance prédominante de la génération, qui m'a précédé, à rejeter le monumentalisme en musique ».
Dans ses premières œuvres, le compositeur a montré une tendance modale motivée par le désir d'établir une connexion entre la musique contemporaine et l'âge d'or de la musique portugaise : la Renaissance. On trouve aussi un contour mélodique des plus vieilles chansons folkloriques de son pays. Bien qu'il n'était pas particulièrement intéressé par le folklore Portugais, en étudiant et composant à la maison de campagne de son mentor, dans les régions rurales au sud du Portugal - l'Alentejo - il accepta naturellement l'influence du folklore local très ancien qu'il considérait « d'envoûtante originalité et grandeur ».
Les quatre premières symphonies, qui se sont suivies assez rapidement, entre 22 et 27 ans, ont été immédiatement interprétées par l'Orchestre symphonique de la radio portugaise à Lisbonne et ont rencontré un grand succès, sous la direction du chef d'orchestre et fondateur de l'Orchestre symphonique de la radio portugaise Pedro de Freitas Branco, un ami de Maurice Ravel et Manuel de Falla et ancien directeur de l'Orchestre Lamoureux. Pedro de Freitas Branco a reconnu aussitôt le talent de l'élève de son frère et a lancé la carrière internationale de Joly Braga Santos dans les années 1950, dirigeant plusieurs créations internationales de ses œuvres dans toute l'Europe. D'autres œuvres de cette époque sont le concerto pour cordes, les variations sur un thème de l'Alentejo et les trois ouvertures symphoniques. La plupart des œuvres ont été enregistrées, depuis les années 1970, par le label portugais Strauss SP et plus récemment par Naxos / Marco Polo.
Influencé par les œuvres de compositeurs européens d'après guerre, son style est devenu, dès 1960, plus chromatique. Le temps qu'il a dédié à voyager et à la direction d'orchestre lui ont donné ce qu'il décrit comme une période utile de repos, décisive pour l'évolution de son style musical vers un chromatisme plus poussé et une forme moins traditionnelle. À cette période appartiennent des œuvres comme les trois esquisses symphoniques, la sinfonietta, le Requiem, ses 5e et 6e symphonies et le Divertimento nº2.
Joly Braga Santos a également écrit trois opéras, de la musique de chambre pour une grande variété d'instruments et ensembles, musiques de film et plusieurs œuvres chorales, sur des poèmes des grands classiques et de poètes modernes portugais et espagnols tels que Camões, Antero de Quental, Teixeira de Pascoaes, Fernando Pessoa, Garcilaso de la Vega, Antonio Machado et Rosalía de Castro.
Joly Braga Santos a donné des conférences sur la composition au Conservatoire National de Lisbonne, où il a fondé la Chaire d'analyse musicale. Il a également été directeur de l'Orchestre symphonique de Porto et l'un des fondateurs de la Juventude Musical Portuguesa (Jeunesses musicales portugaises). Comme critique et journaliste, il a produit une vaste gamme de travaux pour plusieurs revues portugaises et étrangères.
Il est mort à Lisbonne, d'un accident vasculaire cérébral.

## Prix
Les trois esquisses symphoniques (1962) ont reçu le prix Donemus en 1963, la 5e Symphonie le prix de la « Tribune internationale des compositeurs » (UNESCO) en 1966.
En 2004, l'enregistrement de la Symphonie no 4 de Naxos/Marco Polo, réalisée par l'orchestre symphonique national d'Irlande sous la direction de Álvaro Cassuto, a reçu le Cannes Classical Award dans la catégorie premier enregistrement.
En 1977, Joly Braga Santos a été distingué avec l'ordre de Sant'Iago de l'Épée par le président de la République du Portugal.

## Œuvres choisies
- 1942 : Nocturne (en mi majeur) pour violon et Piano
- 1943 : Quatre mélodies sur des poèmes de voix de Fernando Pessoa Soprano et piano
- 1943 : Aria no 1 pour violoncelle et piano
- 1944 – Siciliana pour piano Piano
- 1945 : Trois Sonnets de Camões - musique originale « À Carmélia Âmbar » pour Mezzo-Soprano ou baryton et Piano
- 1945 : Quatuor à cordes no 1 - « À Luís de Freitas Branco »
- 1945 : Acordando Sonnet par Antero de Quental - « De Carmélia Âmbar » Mezzo soprano et orchestre
- 1946 : Ouverture symphonique no 1 « de Pedro de Freitas Branco »
- 1\947 : Symphonie no 1 « pour le héros et Martyrs de la dernière guerre mondiale »
- 1947 : Ouverture symphonique no 2
- 1947 :– Nocturne pour cordes
- 1948 : Symphonie no 2
- 1948 : Élégie à Vianna da Motta
- 1949 : Symphonie no 3
- 1950 : Symphonie no 4
- 1951 : Concerto pour cordes « à l'Académie de musique de chambre »
- 1951 : Variations sur un thème de l'Alentejo « À Pedro de Freitas Branco »
- 1954 : Ouverture symphonique no 3 « à Elisa de Sousa Pedroso »
- 1957 : Quatuor avec piano
- 1957 : Quatuor à cordes no 2
- 1958 : Mérope opéra en 3 actes, sur une pièce de Almeida Garrett
- 1960 : Concerto pour alto « À François Broos »
- 1960 : Divertimento no 1 « À Virgilio Mortari »
- 1962 : Trois esquisses symphoniques « À Silva Pereira »
- 1963 : Sinfonietta pour orchestre à cordes
- 1964 : Requiem « In memoriam de Pedro de Freitas Branco »
- 1966 : Symphonie no 5 op.39 « virtus lusitaniae »
- 1967 : Variations pour orchestre « à Adrian Sunshine »
- 1967 : Encruzilhada (passages) - Ballet
- 1968 : Concerto pour violon, violoncelle, cordes et harpe
- 1970 : Trilogia das Barcas, opéra basée sur trois pièces de Gil Vicente « à mes filles »
- 1972 : Symphonie no 6 « À ma fille Maria da Piedade »
- 1973 : Concerto pou piano
- 1974 : Compositions chorales sur des poèmes castillans classiques, pour chœur « à Capella »
- 1975: Deux motets pour chœur « à Capella »
- 1977 – Aria no 2 pour violoncelle et piano
- 1978 : Divertimento no 2 pour orchestre de cordes
- 1982 : Cantares Gallegos pour soprano e orchestre sur des poèmes de Rosalía de Castro « À Maria Oran »
- 1984 : Aria à trois avec variations, pour clarinette, alto et piano
- 1984 : Suite de danse, pour piano, alto, hautbois et contrebasse
- 1985 : Trio pour piano, violon et violoncelle « pour le Trio de Mirecourt »
- 1985 : Suite pour instruments à vent
- 1986 – Sextet « À Alberto Lysy »
- 1987 : Concerto pour violoncelle
- 1988 : Aquella Tarde sur un poème dramatique de António Machado, pour soprano ou ténor et ensemble orchestral
- 1988 – Staccato Brilhante – « à l'orchestre New Philharmonic »
- 1988 : Improviso pour clarinette et piano.

## Source
- (en) Cet article est partiellement ou en totalité issu de l’article de Wikipédia en anglais intitulé « Joly Braga Santos » (voir la liste des auteurs).